# Neue allgemeine Wiener Handlungs- und Industrie-Zeitung
Die Neue allgemeine Wiener Handlungs- und Industrie-Zeitung war eine österreichische Wochenzeitung, die von 1827 bis 1828 in Wien erschien. Sie trug den Nebentitel Oder Mittheilungen des Neuesten, Gemeinnützigsten und Wissenswürdigsten aus dem Gebiethe des Handels, des Fabriks- und Gewerbswesens, der Haus- und Landwirthschaft und der Kunst. Herausgeber war zunächst Aloys Hofmann und später M. A. Diesing.